# Scott Reeder

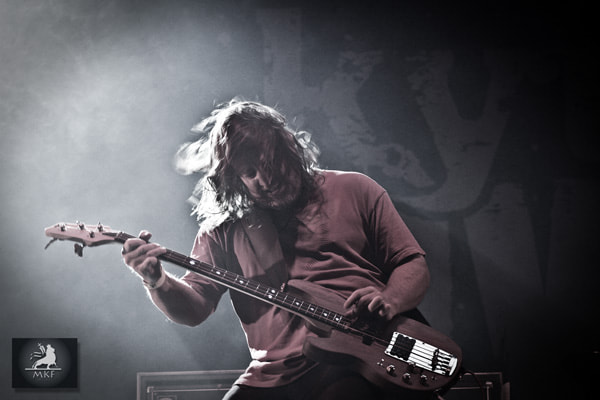
Scott Reeder, 2011

Scott Thomas Reeder (* 16. Mai 1965 in Pomona) ist ein US-amerikanischer Bassist.

## Musikalische Karriere
Im Jahr 1990 stieg Reeder bei The Obsessed als Bassist ein und nahm 1991 ihr Album Lunar Womb mit ihnen auf.
Nachdem er 1992 bei The Obsessed ausgestiegen war, wechselte Reeder zu Kyuss, nachdem Nick Oliveri die Band verlassen hatte und blieb in der Band, ehe sie sich 1995 auflöste.
Ab 1995 war er ebenfalls Live-Bassist bei Tool bis Justin Chancellor ihn als permanentes Mitglied ablöste.
Reeder stand 2003 neben Robert Trujillo und weiteren Bassisten Metallica zur Auswahl, nachdem Jason Newsted die Band verlassen hatte.
Im Jahr 2006 veröffentlichte Reeder sein erstes Solowerk namens TunnelVision Brilliance, welches er komplett alleine schrieb und einspielte.
Im Sommer und Herbst 2011 vertrat er Nick Oliveri bei Kyuss Lives!, da dieser wegen polizeilicher Ermittlungsarbeiten das Land nicht verlassen durfte.

## Diskografie

### Scott Reeder
- 2006: TunnelVision Brilliance

### Kyuss
- 1994: Welcome to Sky Valley
- 1994: Live at the Marquee-Club (Promo-Live-EP)
- 1994: Demon Cleaner (Single-CD)
- 1995: Gardenia (Single-CD)
- 1995: …And the Circus Leaves Town
- 1995: One Inch Man (Single-CD)
- 1996: Shine!/Short Term Memory Loss (Split-EP mit Wool)
- 1996: Into the Void (Single, Black-Sabbath-Cover)
- 1997: Kyuss/Queens of the Stone Age (Split-EP mit Queens of the Stone Age)
- 2000: Muchas Gracias: The Best of Kyuss (Best-Of-Album)

### Weitere
- 1992: The Obsessed – Lunar Womb
- 2001: The Obsessed – Incarnate
- 2001: Unida – El Coyote/The Great Divide (unveröffentlicht)
- 2004: Goatsnake – Trampled Under Hoof
- 2005: Bütcher – Auricle
- 2008: The Freeks – The Freeks
- 2008: Ten East – The Robot's Guide to Freedom
- 2009: Yawning Sons – Ceremony to the Sunset
- 2024: Slower – Slower

### Als Produzent
- 1992: The Obsessed – Lunar Womb
- 2000: Sunn O))) – ØØ Void
- 2002: Orange Goblin – Coup de Grace
- 2002: Sixty Watt Shaman – Reason To Live
- 2005: Bütcher – Auricle
- 2005: Whores Of Tijuana – Whores Of Tijuana
- 2007: Dali’s Llama – Sweet Sludge
- 2008: Dali’s Llama – Full On Dunes
- 2009: Dali’s Llama – Raw Is Real
- 2009: Black Math Horseman – Wyllt
- 2010: Blaak Heat Shujaa – Blaak Heat Shujaa
- 2010: Karma To Burn – Appalachian Incantation
- 2012: Solrize – „Mano Cornuta“

| Personendaten    | Personendaten                             |
| ---------------- | ----------------------------------------- |
| NAME             | Reeder, Scott                             |
| ALTERNATIVNAMEN  | Reeder, Scott Thomas (vollständiger Name) |
| KURZBESCHREIBUNG | US-amerikanischer Bassist                 |
| GEBURTSDATUM     | 16. Mai 1965                              |
| GEBURTSORT       | Pomona                                    |